# I Surrender Dear (Album)
I Surrender Dear ist ein Jazzalbum von Peter Brötzmann. Die 2017 in Wien entstandenen Aufnahmen erschienen am 22. November 2019 auf Trost Records. Es war das letzte Soloalbum des Saxophonisten, der im Juni 2023 im Alter von 82 Jahren starb.

## Hintergrund

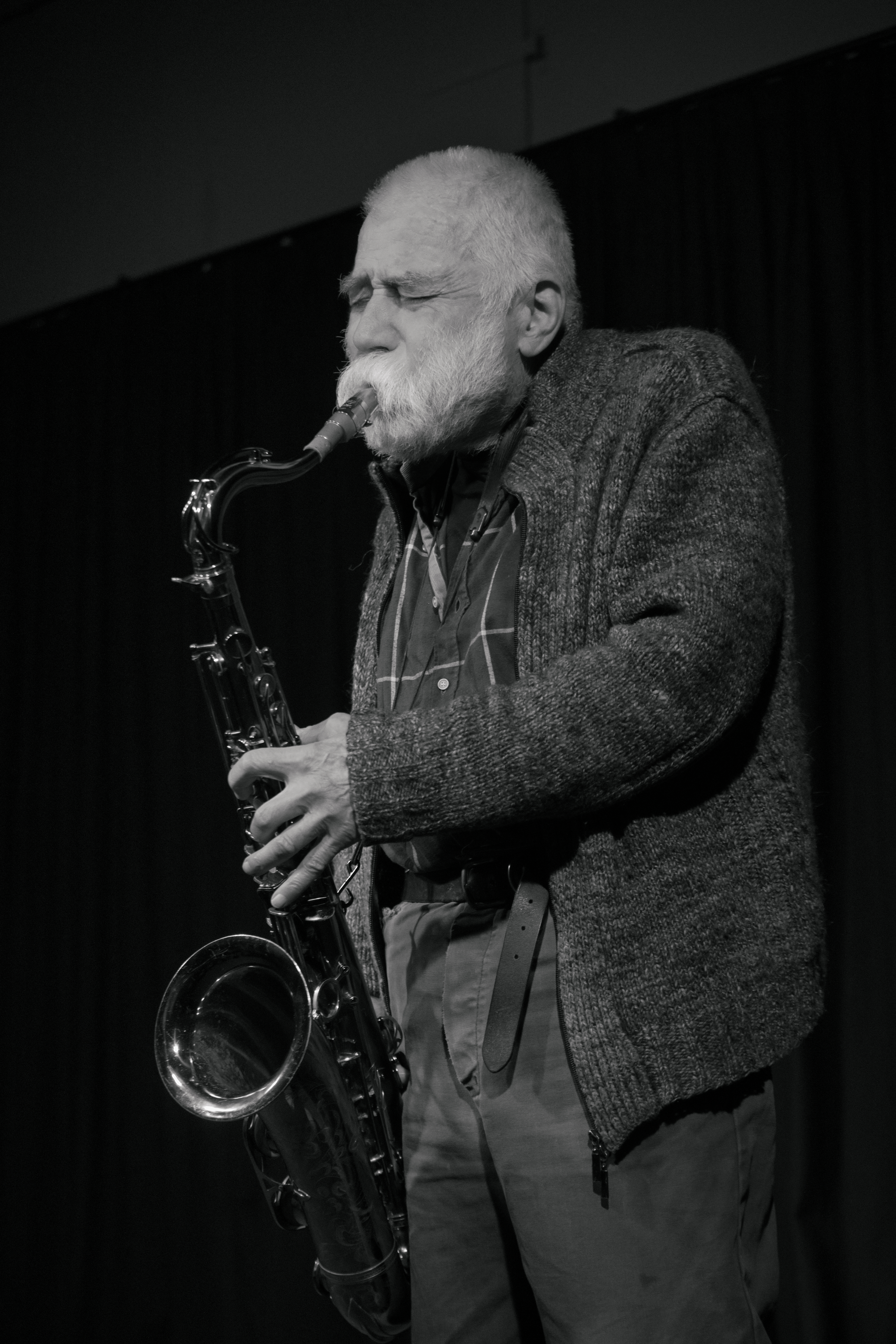
Peter Brötzmann bei einem seiner letzten Soloauftritte im Club W71, Januar 2023

„Viele kennen Peter Brötzmann vor allem in Zusammenhang mit Großprojekten wie seinem frühen Machine-Gun-Oktett, dem Globe Unity Orchestra oder dem Chicago Tentett“, notierte Julia Neupert; „musikalische Energie wurde hier oft durch möglichst viele Menschen erzeugt“. Von Anfang an aber wäre der Saxophonist ebenso auch „als Solo-Performer auf die Bühne gegangen“. Mit seinem letzten Soloalbum legte der Free-Jazz-Pionier eine Interpretation von Standards vor; ein Dutzend Stücke, alles Solos auf dem Tenorsaxophon, die größtenteils einige der Lieblingslieder des Saxophonisten darstellen, die aus der Geschichte des Jazz und dem Great American Songbook stammen.
In den Liner Notes schrieb Brötzmann: „Die einzige Idee für diese Aufnahme bestand darin, – vor allem mir selbst – die Verbindung zwischen dem, was war, und dem, was JETZT ist, zu zeigen.“

## Titelliste
- Peter Brötzmann – I Surrender Dear (Trost Records TR 190)[2]

### LP
A1 I Surrender Dear (Gordon Clifford, Harry Barries) 4:37

A2 Lover Come Back to Me (Sigmund Romberg) 4:18

A3 Lady Sings the Blues (Herbie Nichols) 6:04

A4 Con Alma (Dizzy Gillespie) 3:23

B1 Brozziman (Misha Mengelberg) 3:18

B2 Ballade / Love Poem Nr. 7 / Blues (Brötzmann) 10:25

B3 Churchsong (Brötzmann) 3:14

B4 Sumphin’ (Sonny Rollins) 4:39

### CD
1. I Surrender Dear (Clifford, Harris) 4:39
2. Lover Come Back to Me (Hammerstein, Romberg) 4:18
3. Lady Sings the Blues (Holiday, Nichols) 6:05
4. Con Alma (Gillespie) 3:23
5. Nice Work If You Can Get It (George Gershwin) 3:18
6. Dark Blues (Brötzmann) 4:54
7. Improvisation über ein Thema von Bach 1:29
8. Churchsong (Brötzmann) 3:14
9. Sumphin’ (Sonny Rollins) 4:39
10. Brozziman (Misha Mengelberg) 3:25
11. Ballade / Love Poem Nr. 7 / Blues (Brötzmann) 10:25
12. I Surrender Dear (Clifford, Harris) 7:15

## Rezeption
Peter Brötzmanns Herangehensweise an das Tenorsaxophon und verschiedene andere Holzblasinstrumente lasse normalerweise nicht das Adjektiv „lyrisch“ heraufbeschwören, meint Mike Shanley in JazzTimes. Auch wenn die Idee, dass Brötzmann Jazzstandards wie „I Surrender Dear“ und „Lover Come Back to Me“ spielt, wie eine Unmöglichkeit erscheinen mag, sollten Brötzmann-Fans nicht allzu sehr überrascht sein. Die Form des Solo-Recitals sorge dafür, dass diese abgedroschenen Titel mit einer einzigartigen Portion Selbstbeobachtung geliefert werden. Während eines Großteils der Session verzichte Brötzmann auf seinen stürmischen Altissimo-Angriff zugunsten eines kräftigen Tenorklangs mit subtilem Vibrato. Er spiele nachdenklich und mache zwischen den Phrasen regelmäßig Pausen, die an die stockende Qualität von „Thelonious Himself“ von Thelonious Monk erinnern.
Natürlich würde es auch auf dieser CD Stellen geben, an denen der Saxophon-Ton an ein Sandstrahlgebläse oder wahlweise ein Nebelhorn erinnere und so richtig Sound entfalte, schrieb Roland Spiegel in BR-Klassik; das gehöre bei diesem Saxophonisten einfach dazu. Aber auch diejenige Dimension, die man hier ebenfalls von ihm höre, „das Leise, sich behutsam Herantastende, diese Unaufgeregtheit, die aus Weisheit kommt“. Eines der Stücke heiße „Con alma“ – mit Seele, und diese sei hier stets hörbar, wenn Brötzmann, dieser „beseelte Berserker des Saxophons“, sein musikalisches Sprachrohr singen lasse. Bemerkenswert auch: „Nice work if you can get it von den Gershwin-Brüdern. Ella Fitzgerald hat es einst anmutig geflötet, Tony Bennett hat es lustvoll gecroont, zusammen mit der supercoolen Diana Krall – und Peter Brötzmann? Er brötzt es. Dieses Verb gibt es wirklich, es wurde auf ihn geprägt. Aber es drückt viel mehr Nuancen aus als man denken könnte. Es beginnt zwar mit „br“ wie brutal – aber hier entsteht häufig eine fast zärtliche Melancholie.“
Sein Spiel auf I Surrender Dear sei weitgehend frei von den Schreien und Brüllen, die seit über fünf Jahrzehnten sein Markenzeichen seien, schrieb Phil Freeman (Daily Bandcamp). Stattdessen arbeite er sich langsam durch die Melodien und lasse manchmal eine in die nächste übergehen, als wäre alles ein einziges Lied; dies verleihe den Tracks eine außergewöhnliche Intimität. Das Album würde oft so klingen, als würde man Brötzmann zuhören, wie er für sich selbst spielt – was nicht weit von der Wahrheit entfernt sei. „Wenn ich zum Beispiel zu Hause spiele, spiele ich normalerweise Standards und ähnliches, nur um zu üben und den Klang richtig hinzubekommen“, zitiert er den Musiker. „Wenn ich herumlaufe oder in einer neuen Stadt spazieren gehe. Durch die Straßen pfeife ich immer und es kommen immer wieder einige dieser alten Lieder zurück.“

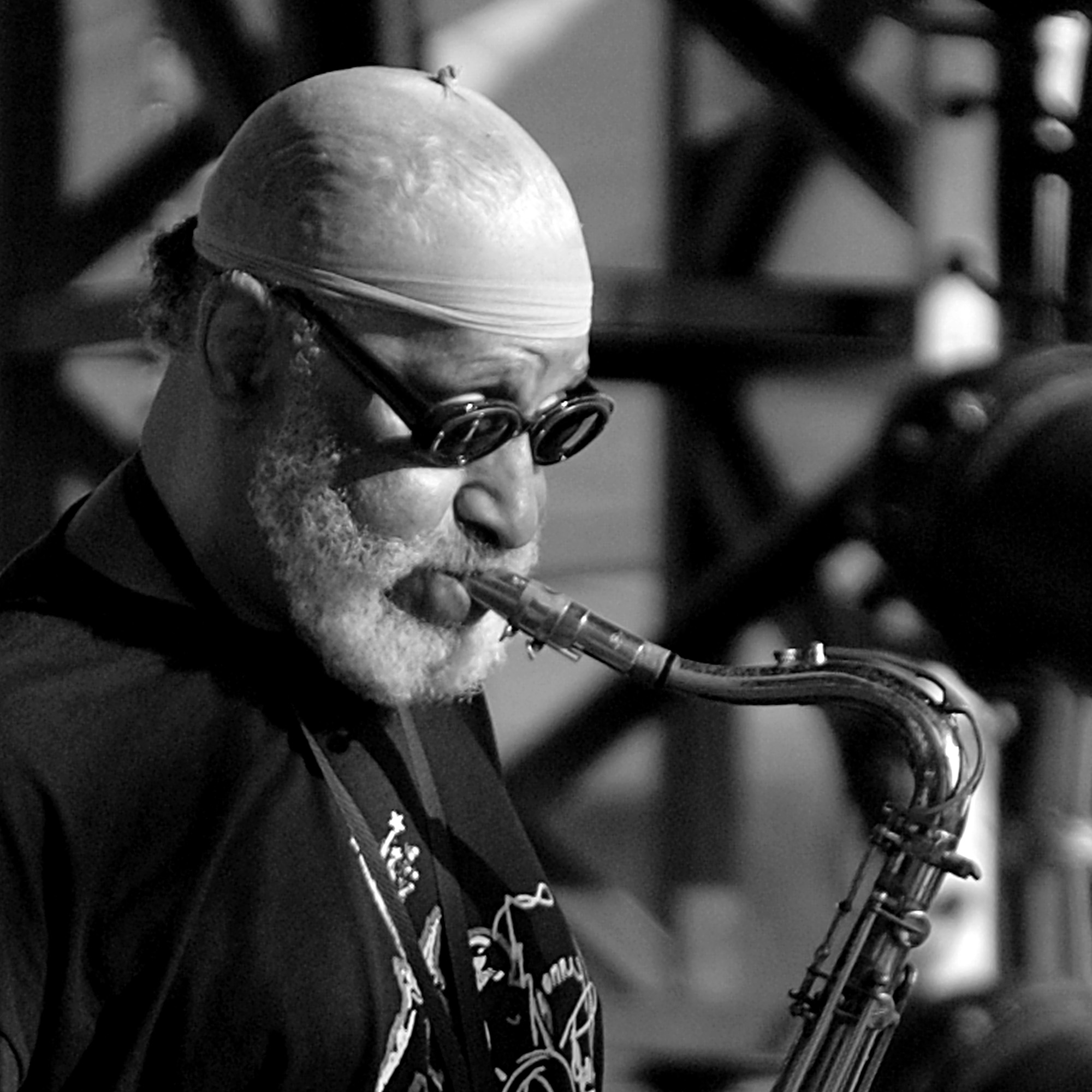
Sonny Rollins bei Jazz à Juan (2005)

Dies sei Brötzmann, der zurückblickt und vielleicht die Bestandteile preisgibt, aus denen sein Gesamtwerk besteht, schrieb Mark Corroto (All About Jazz). Seine Interpretation des Sonny-Rollins-Titels „Sumphin’“ versuche, seinen inneren Brötzmann zu unterdrücken, um Rollins‘ Beitrag zur Musik zu würdigen. Dieser Konflikt der Herangehensweisen bleibe ungelöst, bis er mit „Brozziman“ Gas gibt und man seine volle Tenorstimme hören könne. Schließlich solle man selbst entscheiden, ob der Künstler diese Musik für sich selbst oder für die Geister vergangener Musik aufgenommen hat. Man könne beim Hören das Gefühl bekommen, ein bisschen ein Voyeur zu sein. Dieses Gefühl des Lauschens sei auf die intimen Klänge und die Musikauswahl des großen Mannes zurückzuführen, und diese Intimität verbinde man gemeinhin nicht mit Brötzmanns Musik.
Hier sei eine Seite von Peter Brötzmann zu erleben, die man vielleicht noch nie zuvor gehört hat, schrieb Daniel Spicer in Jazzwise; Brötzmann verzichte auf den energiegeladenen Blitzkrieg, mit dem er üblicherweise in Verbindung gebracht werde, und gehe Stücke wie den Titelsong, „Lady Sings the Blues“ und Gershwins „Nice Work If You Can Get It“ gemächlich an, wobei er einen sanften, rauchigen Ton verwende, der ihn sowohl verletzlich als auch sentimental erscheinen lasse. Unter diese Hommagen mischen sich auch einige seiner eigenen Kompositionen, etwa „Dark Blues“, verfasst als einfacher, gemächlicher Refrain. Außerdem erlaubt er sich auch, bei ein oder zwei Gelegenheiten die Extreme anzudeuten, für die er bekannt geworden ist: „Sumphin“ von Sonny Rollins ist ausgelassener, mit sich wiederholenden Fanfaren und Growls, während „Brozziman“ von Misha Mengelberg, einer Hommage an den Saxophonisten, entfessle er eine vertrautere heulende Energie. In ihm stecke viel mehr, als man gemeinhin annimmt, so das Resümee des Autors.